# Науково-дослідний радіофізичний інститут (Нижній Новгород)

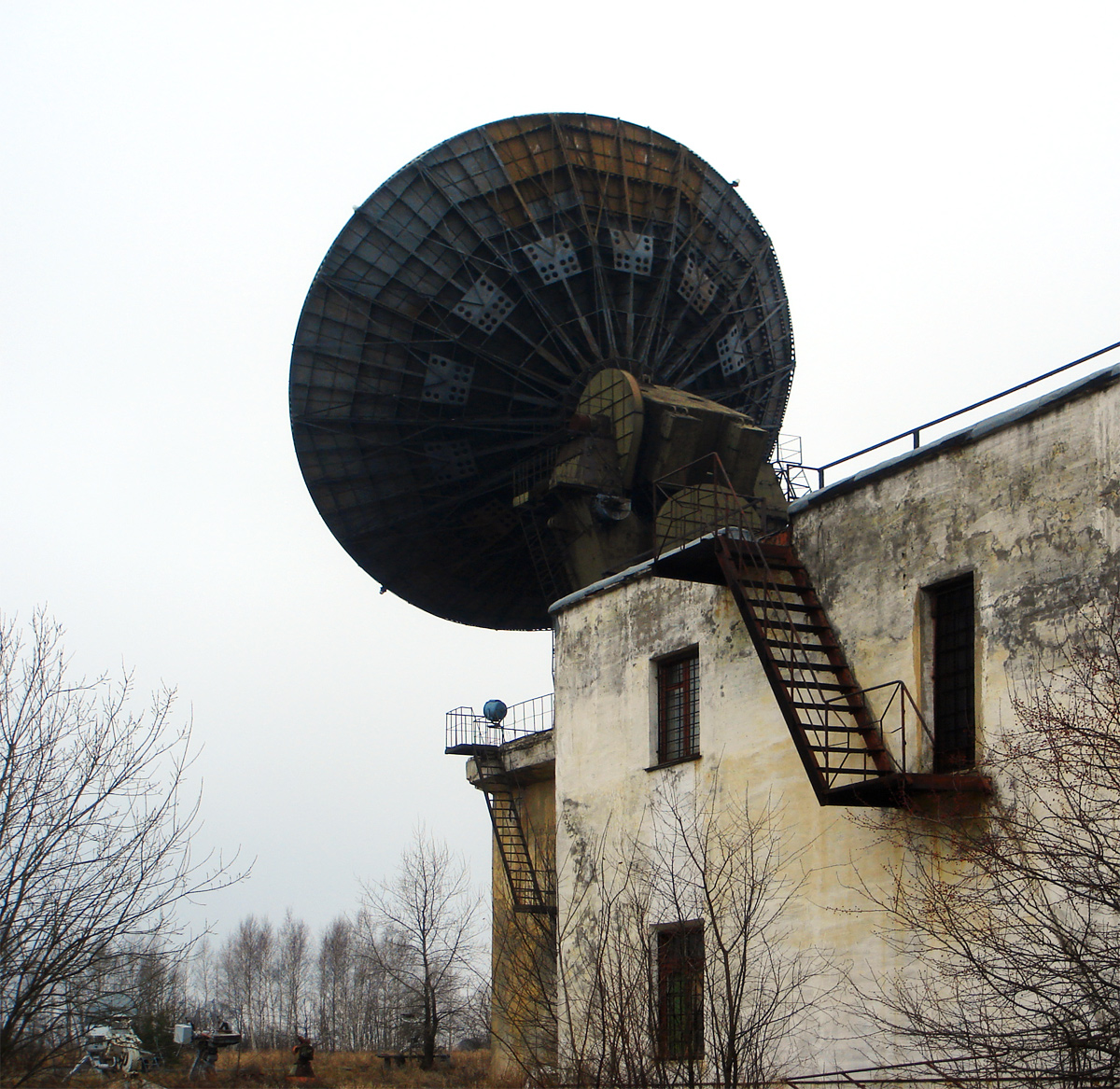
Радіотелескоп РТ-15-2 радіоастрономічної станції «Зимьонки»

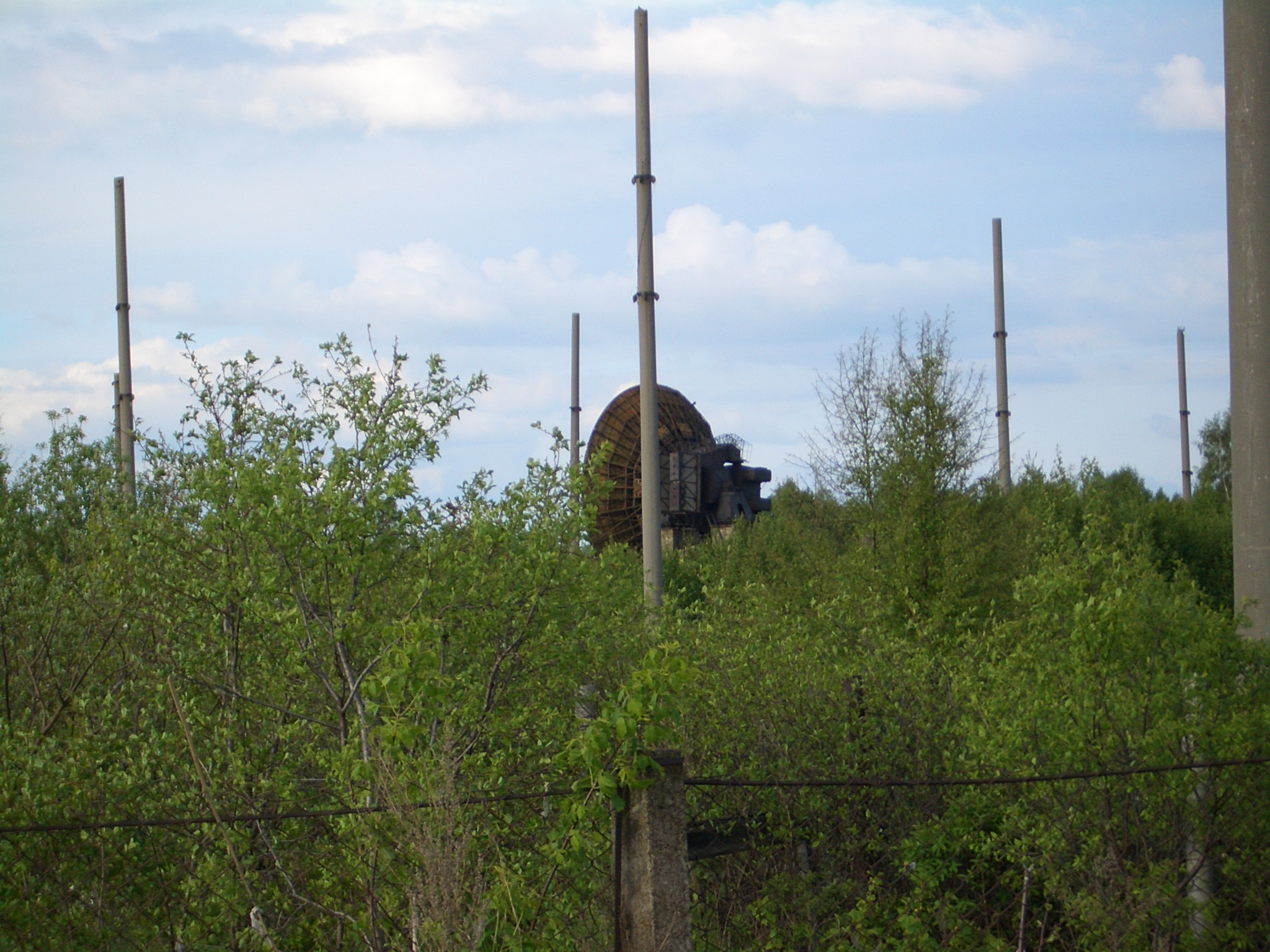
Радіотелескоп радіофізичного інституту РТ-15-1 астрономічної станції «Зимьонки» (травень 2006). На даний час телескоп демонтований і, ймовірно, зданий на металобрухт

Федеральна державна наукова установа «Науково-дослідний радіофізичний інститут» (рос. Федеральное государственное научное учреждение «Научно-исследовательский радиофизический институт») — російський державний науково-дослідний інститут Міністерства освіти і науки Росії.

## Історія
Витоки інституту беруть свій початок у Нижньогородській радіолабораторії, що існувала у 1918—1928 роках. На її основі було створено Горьківський дослідницький фізико-технічний інститут при Горьківському державному університеті, в якому в 1931 Андронов організував теоретичний відділ. Під час Німецько-радянської війни цей відділ тісно співпрацював з радіотехнічною промисловістю. У 1945 році з ініціативи у тому числі працівників цього відділу в університеті було організовано перший в СРСР радіофізичний факультет. Саме цей факультет і став основою для створення Науково-дослідного радіофізичного інституту у 1956 році.
Відповідну ухвалу було випущено Радою Міністрів СРСР 27 червня 1956 року, а 10 липня було видано наказ Міністра вищої освіти СРСР про організацію інституту. Метою створення інституту було проведення прикладних та фундаментальних досліджень у сфері радіотехніки, радіоастрономії та радіофізики. Основою наукового колективу стали вже відомі на той час фізики: М. Т. Грєхова (головна ініціаторка створення інституту та його перша директорка до 1972 року), В. Л. Гінзбург, В. С. Троїцький, І. Л. Берштейн, М. М. Кобрин, а також випускники радіофізичного факультету Горьківського університету: А. В. Гапонов-Грєхов, Г. Г. Гетманцев, Б. М. Гершман, М. Г. Денисов, В. О. Звєрєв, М. А. Міллер.
Інститут розташовувався в будівлі колишнього Горьківського суворовського училища по вулиці Лядова (нині Велика Печерська). Для спостереження радіовипромінювання Сонця інституту була передана заміська лабораторія «Зимьонки», створена 1949 року у складі Горьківського дослідницького фізико-технічного інституту.
У Науково-дослідному радіофізичному інституті в 1950—1960-х роках остаточно сформувалася горьківська радіофізична школа, яка досягла значних наукових успіхів. Зокрема, в 1969 році інститут був нагороджений орденом Трудового Червоного Прапора.
У 1972 році інститут очолив Г. Г. Гетманцев.
В 1976 році Рада Міністрів СРСР прийняла пропозицію Академії наук організувати в Горькому академічний інститут на основі кількох відділів Науково-дослідного радіофізичного інституту. Так виник Інститут прикладної фізики АН СРСР з А. В. Гапоновим-Греховим на чолі. До нового інституту увійшли 10 відділів, 4 лабораторії та 1 сектор Науково-дослідного радіофізичного інституту, загалом — 620 осіб.
З ініціативи Г. Г. Гетьманцева в 1976-1980-х роках було споруджено єдиний у світі середньоширотний стенд, призначений для впливу на іоносферу Землі. Стенд, що розташувався на полігоні «Васильсурськ», отримав назву СУРА. Стенд було здано Державній комісії у березні 1981 року.
Наступними директорами інституту були В. Разін (з 1980), С. В. Поляков (з 1990), С. Д. Снєгірьов (з 2000), С. В. Оболенський (у 2019—2020), О. В. Шиндін (з 2021).

## Проєкти інституту
- Радіокомплекс Сура
- Зимьонківська радіоастрономічна обсерваторія
- Радіотелескоп РТ-14 в лабораторії Стара Пустинь, а також два радіотелескопа РТ-7